# 圣吕皮安
圣吕皮安（法語：Saint-Lupien，法語發音：[sɛ̃ lypjɛ̃]）是法国奥布省的一个市镇，属于塞纳河畔诺让区。

## 地理
圣吕皮安（48°21'28"N, 3°42'8"E）面积22.92 平方千米，位于法国大東部大區奥布省，该省份为法国中北部省份，北起马恩省，西接塞纳-马恩省，西南至约讷省，东南至科多尔省，东临上马恩省。
与圣吕皮安接壤的市镇（或旧市镇、城区）包括：阿翁拉佩兹、福-维勒塞夫、马西伊勒阿耶、马里尼勒沙泰勒、普吕奈-贝尔维尔、维拉丹。

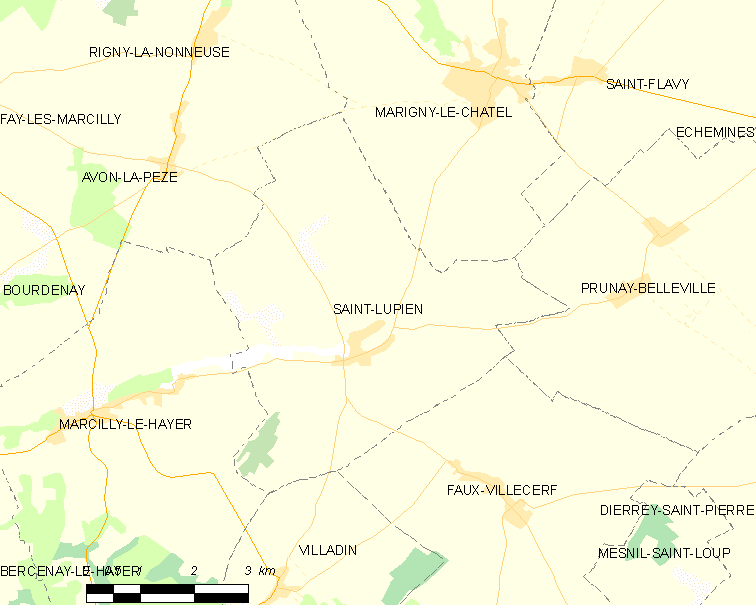
圣吕皮安的OSM定位图

圣吕皮安的时区为UTC+01:00、UTC+02:00（夏令时）。

## 行政
圣吕皮安的邮政编码为10350，INSEE市镇编码为10348。

## 政治
圣吕皮安所属的省级选区为圣利耶县。

## 人口

1962-2008年间圣吕皮安人口变化图示

圣吕皮安于2022年1月1日时的人口数量为231人。